# Alfredo Concepción
Juan José Alfredo Concepción (1921-Buenos Aires, 11 de agosto de 2010) fue un economista y político argentino que militó en la Unión Cívica Radical y desempeñó diversos cargos públicos, entre ellos la presidencia del Banco Central de la República Argentina durante poco más de un año, bajo el gobierno de Raúl Alfonsín.

## Actividad profesional
Adherente a la Unión Cívica Radical desde su juventud, durante la presidencia de Arturo Umberto Illia ocupó la Secretaría de Comercio de la Nación (1963-1966). Fue uno de los fundadores del Movimiento de Renovación y Cambio, una línea interna del radicalismo que lideró Raúl Alfonsín a principios de la década de 1970, que disputó la hegemonía partidaria que por ese entonces estaba en manos de Ricardo Balbín.
En 1983, a partir de la presidencia de Alfonsín, se desempeñó como titular del Banco de la Nación Argentina durante un año. En diciembre de 1984 pasó a ocupar la Secretaría de Comercio Interior, cargo desde el cual intentó formalizar acuerdos para controlar precios, hasta que el 19 de febrero de 1985 fue designado presidente del Banco Central de la República Argentina, en reemplazo de Enrique García Vázquez. Desde ese puesto mantuvo disidencias con la política del grupo de funcionarios “tecnócratas” que lideraba el ministro de Economía, Juan Vital Sourrouille hasta que las mismas llegaron a un nivel que le obligaron a renunciar en agosto de 1986, siendo sucedido en el cargo por José Luis Machinea.
Concepción también tuvo militancia gremial-empresarial, en la Confederación General Económica (CGE) y en el Colegio Profesional de Ciencias Económicas. En su actividad privada ocupó la presidencia del Banco San Miguel.

## Vida personal
Estaba casado, con cuatro hijos, y falleció en Buenos Aires, el 11 de agosto de 2010, a los 89 años de edad.